# Дорога домой (роман)
«Дорога домой» (англ. Homeward Bound) — научно-фантастический роман американского писателя Гарри Тертлдава. Книга является восьмой и заключительной из цикла, начатого тетралогией «Мировая война» и продолженного трилогией «Колонизация». Цикл описывает мир с альтернативной историей, в которой на Землю прибывает захватнический флот пришельцев в самый разгар Второй мировой войны.

## Сюжет
Действие начинается в 1972-м году. Подполковник Сэм Йегер, по настоянию властей США, становится одним из первых людей, опробовавших технологию холодного сна, позаимствованную у Расы и приспособленную для людей. Цель погружения Сэма в холодный сон — ожидать строительства и запуска первого человеческого звездолёта по направлению к планете под названием Дом (Тау Кита-2), родному миру Расы. В том же году Атвар, главнокомандующий Захватническим флотом Расы, получает приказ с Дома сдать полномочия и вернуться на допрос на родную планету.
В 1977-м году, Касскуит, человеческая женщина, выросшая среди представителей Расы как часть эксперимента по интеграции людей в Империю, узнаёт об успешном погружении Сэма Йегера в холодный сон и требует от своего учителя и воспитателя Ттомалсса, чтобы и ей позволили погрузиться в холодный сон, чтобы отправиться на одном из звездолётов Расы и впервые увидеть метрополию Империи. Скрепя сердце, Ттомалсс соглашается.
В 1982-м году, в холодный сон погружаются Джонатан Йегер, сын Сэма, и его жена Карен, оставив своих сыновей и двух воспитанных самцов Расы.
В 1984-м году, пилот-астронавт Глен Джонсон также получает приглашение погрузиться в холодный сон, чтобы стать пилотом будущего звездолёта.
В 1994-м году, звездолёт «Адмирал Пири» покидает орбиту Земли и отправляется в свой долгий полёт. Так как космические технологиям людей ещё не сравниться с Расой, то американскому звездолёту понадобится более 30 лет, чтобы проделать путь от Солнечной Системы до Тау Кита, тогда как корабли Расы могут это проделать за 20 лет. Реффет, главнокомандующий Колонизационным флотом Расы, обеспокоен запуском звездолёта тосевитов (так Раса называет землян) и посылает Ттомалсса, который является экспертом по тосевитам, в метрополию, чтобы предупредить её об угрозе.
В 2012-м году, несколько членов экипажа, в том числе и Глен Джонсон, пробуждаются на полпути чтобы проверить системы пробуждения. Они затем вновь погружаются в холодный сон на остаток полёта.
В 2031-м году, «Адмирал Пири» выходит на орбиту Дома. К тому времени, Раса уже построила боевые спутники и корабли для обороны метрополии в случае нападения тосевитов. К сожалению, не все люди пробуждаются от холодного сна. Некоторые умерли во время полёта, включая Доктора — посла США. Узнав об этом, представители Расы требуют чтобы Америку представлял Сэм Йегер. Со стороны Расы, переговоры ведёт Атвар. Тем временем, остальные члены дипломатической миссии берут экскурсии по пустынному Дому. Сэм даже удостаивается аудиенции с 37-м Императором Риссоном (по земной терминологии — Риссон XXXVII). Сэм желает, чтобы Империя признала независимые США являются государством наравне с Империей. Атвар утверждает, что этого не может быть, так как Президент США является временным «не-императором», который выбирается «пересчётом рыл» (презрительное название Расы для демократии) и поэтому никак не может быть равным самому Императору, ведь всех граждан Империи с малых лет учат, что Император — полубожество. Атвар также удостаивается аудиенции с Императором, которого волнует быстрый прогресс «больших уродов» (презрительное название Расы для людей). С каждым днём и Риссон и Атвар всё больше считают что превентивное уничтожение людей — единственный способ спасти Империю от них. Однако последние новости с Земли (запоздалые на 10 лет из-за расстояния) утверждают, что тосевитские «не-империи» (США, СССР, Великий Немецкий Рейх, Японская империя и Великобритания) уже могут успешно сопротивляться войскам Расы на Земле и что превентивный ядерный удар не увенчается успехом, а лишь даст тосевитам знать, что они — сильнее. Более того, им становится известно о запуске советского звездолёта под названием «Молотов», то есть опасаться об ответном ударе следует уже и от Советского Союза, да и воинственный Рейх близится к тому чтобы строить подобные корабли. Тем временем уборщики в гостинице, где проживают люди, ненароком выпускают на волю десяток крыс, которых люди использовали, чтобы проверять местную пищу. Атвар понимает, что крысы грозят обернуться экологической катастрофой.
Ттомалсс получает сообщение от самки по имени Феллесс, его коллеге на Земле, о странных опытах, проводимых учёными США и о последующем засекречивании этих опытов. Учёные Расы, узнав про это, утверждают, что эти открытия грозят перевернуть знания Расы с ног на голову. Спустя местный год (полгода для землян), на орбиту Дома внезапно прилетает новый звездолёт США под названием «Коммодор Перри». К величайшему шоку Расы и экипажа «Адмирала Пири», новый корабль оборудован сверхсветовым двигателем и покинул орбиту Земли всего 5 недель назад (сам прыжок мгновенен, но кораблю требуется две с половиной недели, чтобы выйти в межзвёздное пространство для прыжка). Поняв что нанести превентивный удар не удастся («Коммодор Перри» вернётся на Землю гораздо раньше, чем радиосигнал), Риссон и Атвар не знают, что делать, кроме как надеяться, что их учёные смогут догнать тосевитов, ведь Раса уже давным-давно решила, что движение быстрее скорости света невозможно и не пыталась вести исследования в этом направлении. Даже зная, что это возможно, учёным Расы удастся сравниться с американцами не ранее, чем через 150 лет (75 земных лет), а ведь за это время тосевиты распространятся на другие планеты, и уничтожить их станет невозможным. Вместо Сэма Йегера, переговоры ведёт офицер с нового корабля Николь Николс, ведущая себя высокомерно. Атвар находит решение позволяющее Империи достичь состояния взаимного гарантированного уничтожения с США. Если США решит нанести по планетам Империи удар с помощью сверхсветовых звездолётов, то Империя пошлёт к Земле свои досветовые звездолёты на максимальной скорости (около половины скорости света) как релятивистские снаряды. Удары подобных снарядов приведут к новому ледниковому периоду.
Хотя экипаж «Коммодора Перри» получил строгий приказ не пускать Сэма Йегера обратно на Землю, им приходится его нарушить после того как все члены дипломатической миссии отказываются вернуться домой без него. Комендант «Коммодора Перри» соглашается вернуть всех на Землю. Вместе с ними летит и Атвар, чтобы подтвердить существование сверхсветового двигателя, однако ему запрещено встречаться с колонистами на Земле. Обратно Атвар летит на втором сверхсветовом звездолёте США под названием «Том Эдисон». Йегеры встречаются со своими потомками и устраиваются писать мемуары. Глен Джонсон, проведя 20 лет в невесомости, уже неспособен вернуться на Землю и решает провести остаток своей жизни на орбитальной станции.

## Персонажи
- Сэм Йегер — бывший бейсболист завербовавшийся в армию после вторжения Расы и ставший лучшим экспертом по-Расе на Земле, а также послом США на планете Дом.
- Джонатан Йегер — сын Сэма, тоже эксперт по Расе. Бывший любовник Касскуит.
- Карен Йегер — жена Джонатана. Эксперт по Расе.
- Глен Джонсон — бывший пилот боевого космического модуля и первого человеческого межпланетного корабля «Льюис и Кларк». Ныне третий пилот «Адмирала Пири» и лучший челночный пилот. Провёл более 20 лет в невесомости и более неспособен пребывать в условиях планетарного притяжения.
- Николь Николс — офицер на «Коммодоре Перри». Имя — пародия на актрису Нишель Николс сыгравшую лейтенанта Ухуру в телесериале «Звёздный путь».
- Атвар — бывший главнокомандующий Захватнического флота Расы. Командовал вторжение Расы на планету Тосев-3 (Земля).
- Ттомалсс — старший учёный и психолог Расы. Передовой эксперт по людям. «Отец» Касскуит.
- Касскуит — учёная Расы. Человеческая женщина (по происхождению — китаянка), воспитанная Ттомалссом как представитель Расы. Единственная тосевитка, являющаяся гражданкой Империи. Бывшая любовница Джонатана Йегера.
- 37-й Император Риссон — нынешний правитель Империи из династии Ссумазов.

## Основные темы
В отличие от других романов цикла, в «Дороге домой» основной темой является дипломатия. Люди постоянно пытаются доказать Расе, что они — не опасные варвары. Но мнение Расы, что они — венец Творения, сложно изменить. До недавнего времени, Раса была самой технологически развитой цивилизацией в изведанном космосе. Американцы ведут переговоры со стороны слабых, но обе стороны знают, что это — вопрос времени, ведь Империя является стабильным обществом, где изменения не приветствуются, а «прогресс» является чуть ли не ругательством.
Над четырьмя населёнными мирами (Земля, Дом, Работев-2 и Халлесс-1) постоянно нависает угроза ужасной войны в которой погибнут миллиарды. «Адмирал Пири» — боевой корабль, способный запустить множество ядерных ракет по городам Дома, где не было войны почти сотню тысяч лет. Даже присутствие оборонительных кораблей и спутников не спасёт все города метрополии Империи. Столичный город Империи и сам дворец Императора могут превратиться в атомный гриб в любой момент. Хотя американцы не намерены наносить упреждающий удар, этот вариант не исключён.
С другой стороны, представители Расы всё более набираются уверенности в том, что они обязаны уничтожить человечество даже при незначительном шансе на победу. Ведь если они будут ждать, как им и присуще, то этот шанс будет сведёт к нулю. Однако, прибытие «Коммодора Перри» прекращает эти раздумия, наглядно показывая, что уже поздно начинать войну.
Новоприбывшие американцы ведут себя довольно высокомерно, не только по-отношению к Расе но и к своим «устаревшим» соотечественникам с «Адмирала Пири». Лишь угроза Атвара запустить к Земле релятивистские снаряды в ответ на попытку сверхсветового удара по мирам Расы несколько сбивает с молодых спесь.
И всё же ситуация остаётся хрупкой в самом конце романа и грозится обернуться катастрофой для всех. Ведь Раса бросает все ресурсы на исследования в области сверхсветового движения, но и другие державы на Земле заняты тем же. Члены Расы более всего опасаются того что этой технологией обзаведётся фашистская Германия, которой удалось оправиться от разрушительной войны с Расой в 1960-х, и которая может воспользоваться шансом отомстить Расе. И с Советским Союзом, который всё ещё существует в XXI-м веке и который не прошёл перестройку, и с Японской империей, всё ещё являющейся военной диктатурой, и даже с Великобританией, набирающей силы и держащей свои заокеанские владения, тоже следует считаться.
Но есть и оптимистичная нотка, ведь существование сверхсветового двигателя позволит обеим расам колонизировать космос, не мешая друг другу, хотя Император Риссон и утверждает, что самой Империи как структуре этого не пережить.